# Elisa Calsi
Elisa Calsi (Lodi, 6 marzo 1937) è un'ex ginnasta italiana.

## Biografia
Nata nel 1937 a Lodi, nel 1954 ha preso parte ai Mondiali italiani di Roma, piazzandosi quinta nel concorso a squadre e 31ª, con 70,940 punti, nel concorso individuale.
Nel 1955 è stata campionessa italiana nel concorso generale individuale ai campionati italiani assoluti, con i colori dell'A.S. Ginnastica Fanfulla 1874, ultima prima dei sette anni di vittorie delle sorelle Miranda e Rosella Cicognani.
A 19 anni ha partecipato ai Giochi olimpici di Melbourne 1956, in tutte e sette le gare, chiudendo settima nel concorso a squadre con 428,654 punti, ottava negli attrezzi a squadre con 72,800, 43ª nel concorso individuale con 70,733, 52ª al corpo libero con 17,566, 38ª alle parallele asimmetriche con 17,700, 24ª alla trave con 17,933 e 53ª nel volteggio con 17,533.
Sposatasi, ha poi terminato la carriera nel 1958, a 21 anni, rimanendo comunque fino ai 40 nel mondo della ginnastica come insegnante.